# Wolfgang Denk
Wolfgang Denk (Linz 21 maart 1882 - Wenen 4 februari 1970) was een Oostenrijks chirurg, hoogleraar en partijloos presidentskandidaat (1957).
Denk studeerde voltooide in 1916 zijn studie medicijnen de Universiteit van Wenen en volgde een opleiding tot chirurg. Hij was ziekenhuisdirecteur (1924-1928) en hoogleraar aan de Universiteit van Graz (1928-). In 1931 nam hij de leiding op zich van de tweede universiteitskliniek van Wenen en van 1948 tot 1949 was hij rector van de Universiteit van Wenen. Daarnaast bekleedde hij tal van nevenfuncties, als voorzitter van de artsenvereniging te Wenen en het kankeronderzoeksinstituut. 
Bij de presidentsverkiezingen van 1957 werd hij als partijloze kandidaat gesteund door de ÖVP en de FPÖ en nam hij het op tegen Adolf Schärf (SPÖ). Schärf won de verkiezingen met 51% van de stemmen, terwijl Denk bijna 49% van de stemmen kreeg.

## Onderscheidingen
- 1952: Erering van de Stad Wenen
- 1954: Grote Zilveren Ereteken voor Verdienste voor de Republiek Oostenrijk
- 1957: Oostenrijks Ereteken voor Verdienste voor Wetenschap en Kunsten
- 1964: Grote Gouden Ereteken voor Verdienste voor de Republiek Oostenrijk

## Publicaties
- Thorakoplastik zur Behandlung der Lungen-Tbc
- Klinik und Therapie der Lungentumore